# Harald Schmidt
Harald Schmidt (Neu-Ulm, 1957. augusztus 18. –) német színész, humorista és műsorvezető.

## Életrajz
Harald Schmidt a bajorországi Neu-Ulmban született 1957-ben. Nürtingenben nőtt fel, majd a zeneiskola elvégzését követően az itteni katolikus közösség orgonistája lett.
1978 és 1981 között Stuttgartban színművészetet tanult, majd ezt követően három évig Augsburgban a Städtische Bühnen alkalmazásában állt és Gotthold Ephraim Lessing Bölcs Náthán című színdarabjában szerepelt.
1984-ben elhagyta Stuttgartot és Düsseldorfba szerződött, ahol 1989-ig a Düsseldorfer Kom(m)ödchen társulat tagja volt. 1985-ben már saját kabaréprogrammal járta az országot, amelyet 1988-ban és 1992-ben újabb önálló turné követett.
2002-ben Bochumban Samuel Beckett Godot-ra várva című színdarabjában rövid időre visszatért a színjátszáshoz.
A televízióban 1989 márciusában mutatkozott be a berlini SFB nevű adónál a MAZ ab! című műsorban, amely 1989-től az ARD közszolgálati csatornán futott.
1990-ben két másik műsorban tűnt fel a WDR csatornán: a Psst… című vetélkedőben és az első igazán átütő sikerében, a Schmidteinanderben, amelyet 1994 decemberéig vezetett, Herbert Feuersteinnel közösen.
1992 és 1995 között a Verstehen Sie Spaß? című tévéműsort vezette. A kandi kamerás jeleneteket felvonultató show-ban azonban újra és újra saját vicceit, beszólásait helyezte a középpontba, és ezzel hamar "kinőtte" az adott keretet.
1995. december 5. és 2003. december 23. között vezette a Sat.1 kereskedelmi csatornán futó Die Harald Schmidt Show-t, amely meghozta számára a széles körű ismertséget. Az eredetileg a híres, Jay Leno, David Letterman és Conan O’Brien nevéhez fűződő amerikai late-night-show-k német megfelelőjének szánt késő esti műsor hamar saját, egyedi arculatot kapott. 
A mindig keddtől péntekig (2003-ban hétfőtől péntekig) este tizenegy óra után felvételről vetített műsor a kabarettista monológjával indult, majd különböző bejátszások, vicces jelenetek következtek, végül aktuális vendégekkel folytatott rövid beszélgetések zárták a sort.
A show visszatérő szereplője volt többek között Manuel Andrack (állandó mellékszereplő), Suzana (a szöveges táblákat tartó hölgy), Nathalie (a show-főcím "hangja") és a show-zenekar vezetője, Helmut Zerlett.
1997-ben Schmidt új elemet vezetett be a műsorba, a Liebling des Monats című szavazást, amelynek során – a részletes bemutatást követően – több lehetséges személy közül kiválasztotta a hónap kedvencét, akinek a fényképét aztán felragasztotta az íróasztalán lévő képkeretre. Érdekesség volt, hogy a régi kedvenceket sosem vette le a keretről, hanem mindig egyszerűen átragasztotta az újak fényképével. Év végén aztán természetesen megválasztotta az év kedvencét (Liebling des Jahres) is.
Amikor 2003. decemberben elbocsátották a Sat.1 ügyvezetőjét, Schmidt a tőle megszokott humorral jelentette be, hogy műsora az év végétől "kreatív szünetet" tart. Ez a gyakorlatban azt jelentette, hogy nem hosszabbította meg szerződését a tévétársasággal, miután annak vezetője elbocsátotta jó barátját.
Schmidt – a hatalmas sikersorozatra való tekintettel – 2005. január 19-étől kezdődően szerdánként és csütörtökönként hasonló műsorral (Harald Schmidt) tért vissza a képernyőre az ARD közszolgálati csatornán. Mellékszereplőként továbbra is megmaradt Manuel Andrack, a nagyrészt régi tagokból álló show-zenekart azonban már nem Helmut Zerlett vezette.
A kicsivel rövidebb műsor annyiban változott, hogy a súlypont elsősorban a napi aktuális témákra, a média világának humoros kritikájára helyeződött át, és ebből a szempontból leginkább az amerikai Jon Stewart Daily Show című műsorához hasonlítható. Schmidt eleinte nem hívott vendégeket, ám több hónap elteltével ez a régi elem ismét beépült a műsorba.
2007 októberétől Oliver Pocher humoristával vezeti műsorát, amelynek címe ennek következtében Schmidt & Pocherre változott.
A Kölnben élő Harald Schmidt az évek során több német gyártású mozifilmben (elsősorban vígjátékban) is kapott kisebb-nagyobb szerepet. Saját műsoraiban és megnyilatkozásaiban kiemelt szerepet kap az intellektuális, az átlagközönség számára nem minden esetben könnyen követhető humor, amely gyakran széles általános műveltségéről tesz tanúbizonyságot. Ugyanakkor gyakran kritizálja a német értelmiséget, annak pökhendiségét, a világtól való elrugaszkodottságát.

## Fontosabb díjai
- 1986 Salzburger Stier-díj – Legjobb német fiatal kabarettista
- 1992 Adolf-Grimme-díj – A Weihnachten mit Harald Schmidt című gáláért
- 1993 Arany Európa-díj – Az év szórakoztatója
- 1993 Bambi-díj
- 1994 Goldene Kamera-díj
- 1997 Adolf-Grimme-díj – A Die Harald Schmidt Show című műsorért
- 1999 Bayrischer Fernsehpreis (A Bajor Televízió Díja) – A Die Harald Schmidt Show című műsorért
- 2000 Deutscher Fernsehpreis (A Német Televízió díja) – Legjobb műsorvezetés – Szórakoztatóipar
- 2001 Deutscher Fernsehpreis (A Német Televízió díja) – Legjobb műsorvezetés – Szórakoztatóipar
- 2002 Adolf-Grimme-díj – A Die Harald Schmidt Show című műsor különkiadásáért
- 2002 Goldene Kamera-díj – Legjobb fiatal színész
- 2003 Deutscher Fernsehpreis (A Német Televízió díja) – Legjobb comedy-műsor a Die Harald Schmidt Show című műsorért